# BRIO
BRIO je celodnevni televizijski program, ki ga ustvarja multimedijsko podjetje Pro Plus. Predvaja najnovejše in že uveljavljene humoristične, kriminalne in resničnostne serije, ki so namenjene predvsem ženskemu občinstvu. Vsak mesec so v programu predstavljene novosti.

## Program
Na BRIO se predvajajo različne popularne svetovne serije in resničnostni šovi: 
- Na kraju zločina
- Dva moža in pol
- Zakon in red: Enota za posebne primere
- Franklin in Bash
- Otok ljubezni
- MacGyver

## Zgodovina
Program je ustvarilo multimedijsko podjetje Pro Plus leta 2010 in je nadomestil program TV Pika. Leta 2011 se je pridružil za naročniškemu paketu POP NON STOP, ki je ponujal šest tematskih programov: POP KINO, POP KINO 2, POP BRIO, POP FANI, POP OTO in POP SPOT. Pro Plus je paketu POP NON STOP s 1. aprilom 2013 spremenil poslovni model in tri najbolj priljubljene tematske programe paketa – OTO, BRIO in KINO – odprl širšemu krogu gledalcev.

## Omrežje
Pro Plus ponuja tematske programe BRIO, OTO in KINO v SD tehniki in jih gospodinjstva, ki so naročena pri TV-operaterjih (Telemach, T2, A1, Telekom Slovenije, Total TV in drugih), lahko spremljajo v že obstoječih programskih shemah in tudi če sprejemajo signal kabelskih, satelitskih, MMDS in IPTV sistemov. Od 1. aprila 2014 je program BRIO na voljo tudi v visoki ločljivosti oz. v HD formatu pri Telemachu in Telekomu.